# Kragilan (Pakis)
Kragilan is een bestuurslaag in het regentschap Magelang van de provincie Midden-Java, Indonesië. Kragilan telt 2309 inwoners (volkstelling 2010).